# Штайнхойзль, Отто
Отто Штайнхойзль (нем. Otto Steinhäusl; 10 марта 1879, Ческе-Будеёвице, Ческе-Будеёвице — 20 июня 1940, Вена) — австрийский и немецкий государственный и полицейский деятель, доктор права (1905), оберфюрер СС (25 июля 1938). Президент Интерпола (1938—1940).

## Биография
Сын обер-лейтенанта австро-венгерской армии. С 1898 года изучал право в Венском университете. В 1902-03 годах служил добровольцем в 17-м пехотном полку. В 1907 году стал практикантом венской полиции. В 1911 году переведен в службу безопасности Мериша-Острау.
В 1913 году вернулся в Вену, в 1915 году назначен комиссаром полиции. Во время Первой мировой войны служил в контрразведке. В 1919 году назначен обер-комиссаром полиции, в 1921 году — полицейским советником. В 1922 году был временным руководителем отдела федеральной полиции Зальцбурга. В 1931 году переведен в штаб-квартиру Венской полиции, с 1932 года — начальник службы безопасности. В 1933 году возглавил группу уголовной полиции.
Штайнхойзль придерживался великогерманских идей, однако не был открытым сторонником НСДАП. Он знал о подготовке июльского путча в Австрии, поэтому после его подавления был арестован австрийскими властями и 20 декабря 1935 года приговорён к 7 годам заключения. В июле 1936 года был освобождён.
12 марта 1938 года вступил в СС (удостоверение № 292 773). С 16 марта 1938 года — президент полиции Вены (официально — с 18 января 1940 года). В апреле 1938 года был назначен президентом Интерпола. Умер от рака 20 июня 1940 года в Вене.

## Награды
- Юбилейный крест (1908)
- Золотой крест «За гражданские заслуги» (Австро-Венгрия) с короной (1913) — за разоблачения Альфреда Редля.
- Памятная военная медаль (Австрия) с мечами
- Большой серебряный Почётный знак «За заслуги перед Австрийской Республикой»
- Шеврон старого бойца
- Медаль «В память 13 марта 1938 года»
- Почетный крест ветерана войны с мечами
- Медаль «За выслугу лет в полиции» 3-го, 2-го и 1-й степени (25 лет)
- Почётный член спортивного клуба Рапид